# José Manuel de los Ríos
José Manuel de los Ríos (Valencia, Venezuela, 29 de noviembre de 1826 - Caracas, Venezuela, 29 de marzo de 1914) fue un médico y educador venezolano. Se le considera como precursor en los estudios de pediatría en Venezuela. El 13 de noviembre de 1898 fue elegido como individuo de número de la Academia Venezolana de la Lengua y el 13 de febrero de 1901, como miembro de la Academia Nacional de la Historia de Venezuela. Su nombre aparece entre los fundadores del Colegio de Médicos de Venezuela.

## Vida
Fue hijo de José Manuel de los Ríos, abogado. Sus primeros estudios los realiza en Valencia y en 1848 se muda a Caracas donde comienza a estudiar medicina en la Universidad Central de Venezuela (UCV) y a dar clases en el colegio El Salvador del Mundo que era dirigido Juan Vicente González. Una vez graduado, regresa a Valencia a ejercer su profesión y al mismo tiempo mantiene su ejercicio docente en el Colegio Nacional de Carabobo.
En 1858 sirve como cirujano mayor en el ejército del general Julián Castro. Entre 1862 y 1863, sirve como secretario y médico del presidente José Antonio Páez. En 1864, se residencia de nuevo en Caracas y al año siguiente, funda junto a Jorge González Rodil el periódico El Americano donde publica varios artículos sobre medicina. En 1868, como vicepresidente de la Facultad de Medicina, es nombrado como cirujano mayor acompañando al presidente José Tadeo Monagas en el ejército de la Revolución Azul.
A lo largo de su vida, escribió varios artículos médicos sobre distintas áreas y una recopilación biográfica de médicos venezolanos, entre sus trabajos destaca un Tratado elemental de higiene pública y privada publicado en 1874. En 1888, funda en el colegio Santa María de Caracas un dispensario para niños pobres; ese mismo año, publica la Revista Clínica de los Niños Pobres, divulgada en el mismo dispensario. En 1893, se desempeña como jefe de los hospitales y ambulatorios de guerra en Caracas.
En 1937, en honor a de los Ríos, el hospital municipal de niños de Caracas lleva su nombre.